# Miraži
Miraži (Миражи) è un film del 1915 diretto da Pёtr Čardynin, basato su un romanzo di Lidija Čarskaja.

## Trama
Sentimento e condizionamenti sociali spesso confliggono, come nel caso di Marianna, con risultati a volte devastanti. Il facoltoso Dymov, col quale ella ha iniziato a convivere, e del quale è innamorata, non ha alcuna intenzione di sposarla: dibattuta fra queste due istanze contrastanti, Marianna si sente come prigioniera in quella casa opulenta, anche perché nel frattempo i rapporti con i suoi famigliari e con la sua primigenia cerchia di amici si sono raffreddati, e tornare indietro non le appare per niente facile.
Marianna infatti aveva finito col rompere all'ultimo minuto il suo precedente lungo fidanzamento col tranquillo Sergeij, ormai diventato un amico di famiglia, forse allettata dal miraggio – di cui era consapevole e che considerava una debolezza - del lusso e del denaro, e la cosa, così in contrasto con le tradizioni, aveva fatto scalpore e destato riprovazione.
Il padre di Dymov, per il quale Marianna inizialmente lavorava, traversando le strade perennemente innevate per recarsi da lui e leggergli con bravura, davanti al focolare, brani di libri, aveva presentito la possibile situazione spiacevole, aveva tentato di prevenirne sia lei che il figlio. Ma ora l'anziano Dymov era defunto.
Da quello che percepiva come il suo carcere, Marianna scrive un'accorata lettera alla madre chiedendole aiuto. Ma non riesce ad attendere l'eventuale risposta: la situazione è per lei così insopportabile che si spara un colpo di rivoltella, uccidendosi.